# Rummelplatz der Liebe (1928)
Rummelplatz der Liebe (Originaltitel: The Barker) ist ein US-amerikanisches Filmmelodrama aus dem Jahr 1928 mit Milton Sills und Betty Compson unter der Regie von George Fitzmaurice. Wie viele Filme aus der Umbruchphase vom Stummfilm zum Tonfilm enthält The Barker sowohl einzelne Dialogzeilen als auch Zwischentitel.

## Handlung
Nifty Miller ist der bekannteste Zirkusausrufer weit und breit. Für seinen Sohn Chris möchte er jedoch ein besseres Leben und will, dass der Junge Jura studiert. Während der Sommerferien kommt Chris seinen Vater besuchen. Nifty beendet derweil seine Beziehung zu Carrie, einer exotischen Tänzerin. Diese sinnt auf Rache und bezahlt Lou, eine Kollegin, dafür, Chris zu verführen. Lou verliebt sich am Ende wirklich in Chris. Als die beiden heiraten wollen, sieht Nifty seine ambitionierten Pläne für seinen Sohn als gescheitert an. Verbittert verfällt er dem Alkohol. Einige Jahre später erfährt er, dass Lou Chris dazu gebracht hat, sein Studium zu beenden. Überglücklich findet Nifty wieder eine Anstellung als Ausrufer.

## Hintergrund
Milton Sills, im Stummfilm ein populärer Komiker, gehörte zu vielen Schauspielern, die den Übergang zum Tonfilm nicht schafften. Seine Popularität nahm mit dem Aufkommen des neuen Mediums rapide ab. Er dreht 1930 seinen letzten Film und verstarb noch im selben Jahr. Er geriet danach völlig in Vergessenheit. Für Betty Compson, deren Karriere damals rapide am Schwinden war, kam die Nominierung als Beste Darstellerin überraschend. Während sie im Filmvorspann noch an erster Stelle genannt wird, ist ihr Name auf den offenbar etwas später Kinoplakaten erst an dritter Stelle und bedeutend kleiner als der von Sills und Dorothy Mackaill zu lesen. Der Erfolg von The Barker verhalf ihr zu einem kurzen Comeback als einer der ersten Stars der neugegründeten Filmgesellschaft RKO Pictures. Ab 1931 erhielt sie trotzdem fast nur noch Nebenrollen.
Der Film wurde 1933 mit Clara Bow unter dem Titel Hoop-La und 1945 mit Betty Grable als Diamond Horseshoe neu verfilmt. Die Handlung inspirierte den japanischen Filmemacher Yasujiro Ozu 1934 zu seinem Streifen Haha o kowazuya.

## Auszeichnungen
Rummelplatz der Liebe erhielt bei der Oscarverleihung 1930 (April) eine Nominierung in der Kategorie 
- Beste Schauspielerin (Betty Compson)